# Coccomyces parvulus
Coccomyces parvulus är en svampart som beskrevs av Sherwood 1980. Coccomyces parvulus ingår i släktet Coccomyces och familjen Rhytismataceae.   Inga underarter finns listade i Catalogue of Life.